# Wet van Verner

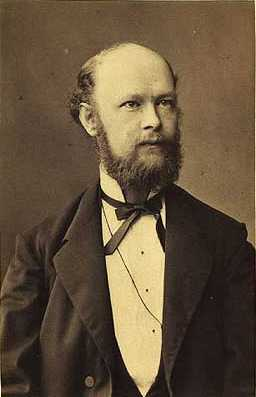
Karl Verner in 1878

De wet van Verner is een beschrijving en verklaring van een typisch Oergermaanse taalontwikkeling door de Deense taalkundige Karl Adolf Verner.
Al kort na de formulering van de wet van Grimm stuitten wetenschappers op een fenomeen in de ontwikkeling van de Germaanse talen dat zich niet door deze wet liet verklaren, en daarom naar alle waarschijnlijkheid al eerder had plaatsgevonden, omdat er anders sprake zou zijn geweest van een bloedende volgorde van fonologische regels. Dit kan wellicht het best geïllustreerd worden aan de hand van twee Proto-Indo-Europese woorden voor familieleden.
De in het Proto-Indo-Europees gereconstrueerde vormen van "vader" en "broeder" luiden *ph₂tḗr en *bʰréh₂tēr. Als de wet van Grimm toegepast wordt op deze vormen zouden zij bij hun verdere ontwikkeling in het Oergermaans *faþēr en *brōþēr hebben moeten luiden, en in het Oudengels daarna *fæþer en *brōþor. Dat geldt wel voor de vorm van broer, maar niet voor die van vader (die is fæder in het Oudengels).
Verner slaagde erin deze schijnbare tegenstrijdigheid in de klankverschuivingen te verklaren door uit te gaan van het oorspronkelijke accentsysteem van het Indo-Europees en Oudgermaans. Hij stelde vast dat de wet van Grimm wel degelijk had plaatsgevonden, maar dat de zo ontstane fricatieven (of schuur-/wrijfklanken) vervolgens stemhebbend geworden waren als de klemtoon binnen het woord op de direct volgende lettergreep lag. Dat was bij *ph₂tḗr het geval: het accent lag op de tweede lettergreep. Volgens de wet van Grimm was *ph₂tḗr in het vroege Oergermaans *faþḗr geworden, met het accent nog steeds op de tweede lettergreep. Onder invloed van het accent op de tweede lettergreep werd dit later *fadḗr. Daarna verloor het Oergermaans zijn variabele accent en werden alle woorden beklemtoond op de eerste lettergreep, waardoor het zicht op de onderliggende redenen van de verandering verloren ging.
Hierdoor kan ook verklaard worden waarom de vormen in het Duits Vater en Bruder zijn. Bij de Hoogduitse klankverschuiving werd *d veranderd in t, en daarna *þ in d.
Ook in het Nederlands is nog in een aantal vormen te zien dat de wet van Verner heeft opgetreden. Het mooiste voorbeeld hiervan is "was" tegenover "waren". Aangezien het accent van de tweede vorm oorspronkelijk op de laatste lettergreep lag, veranderde de s, zoals we die nog aantreffen in "was", in z. Deze z ontwikkelde zich later in de Noord- en West-Germaanse talen tot r. Ook vriezen ~ vroren en verliezen ~ verloren zijn voorbeelden. Dezelfde alternantie was oorspronkelijk ook te zien in de verleden tijd van het werkwoord kiezen, die voorheen koren was. Deze laatste vorm is later door morfologische nivellering echter vervangen door kozen (de z van kozen is niet het gevolg van de wet van Verner, maar van een latere, specifiek Nederlandse, ontwikkeling), maar de oudere vorm is wel bewaard gebleven in uitverkoren.

## Waarde
De impact van de ontdekking van Verner op de historische taalkunde is moeilijk te overschatten. Als de wet van Grimm, ondanks zijn nieuwigheid, niet gebaseerd was op 'iets' en een volledig empirische regel was, kon Verner de afhankelijkheid van dergelijke veranderingen van fonetische factoren (met name de plaats van nadruk) bewijzen, die voorheen niet belangrijk werden geacht. Verners werk was dus een nieuw woord in de wetenschap van die tijd.
De wet van Verner bevestigde ook de onschendbaarheid van de ontdekking van zijn voorganger - de eerste klankverschuiving bleek een moeilijk, systematisch proces te zijn, dat onvoorwaardelijk in de hele taalruimte werkte. En dit speelde op zijn beurt een grote rol bij de opkomst van het concept van de klankwet, geformuleerd door August Leskien, een van de toonaangevende experts van de zogenaamde neogrammatici school. Volgens deze school zou de klankwet, als een gecoördineerde verandering die kenmerkend is voor een bepaalde taal in een bepaalde periode, geen uitzonderingen kunnen hebben "zoals de gravitatiewet"..